# ديفيد دبليو. سومرز
ديفيد دبليو. سومرز (بالإنجليزية: David W. Sommers)‏ هو عسكري أمريكي، ولد في 18 فبراير 1943 في سانت لويس في الولايات المتحدة.